# Nils Jørgen Schumacher
Nils Jørgen Schumacher, född 1919 i Galten på Sørøya i Finnmark fylke och avliden i Oslo 2005, var chefsmeteorolog på Norsk-brittisk-svenska Antarktisexpeditionen 1949-52. Han blev realstudent 1938 och fortsatte därefter matematisk-naturvetenskapliga studier med meteorologi som huvudämne vid Oslo Universitet, tills tyskarna stängde universitetet 1943. Ämbetsexamen tog han 1949. Under mellantiden var han assistent på Meteorologisk institutt i Oslo och meteorolog inom luftförsvaret i juni 1945. Under åren 1946 till 1949 var han åter till Meteorologiskt institutt, nu som meteorolog.
Schumacher var i stort sett hela tiden bunden till forskningsstationen Maudheim, då de meteorologiska mätningarna skedde där. Han var ansvarig för de dagliga radiosondobservationerna. Det hade inte tidigare gjorts några systematiska mätningar av förhållandena i den övre atmosfären på Antarktis och utan en vertikal profil över vind och temperatur kunde inte meteorologerna på ett tillfredsställande sätt bedöma hur väderförhållandena var på kontinenten.
Schumacher var inte särskilt intresserad av forskarkarriär och återgick efter Maudheimexpeditionen till arbetet som meteorolog vid Meteorologisk institutt. Han var tilltänkt som ledare för Norway Station-ekspedisjonen 1957-59 men var ovillig och engagemanget stupade slutligen på villkor, som inte kunde överbryggas.
Schumacher erhöll liksom övriga expeditionsdeltagare Maudheimmedaljen. Det 1 230 meter höga Mount Schumacher och de närliggande Nils Jørgennutane (Nils Jorgen Peaks) på Ahlmannryggen på Drottning Mauds land är namnsatta efter honom.